# Condylostylus filiformis
Condylostylus filiformis är en tvåvingeart som beskrevs av Becker 1922. Condylostylus filiformis ingår i släktet Condylostylus och familjen styltflugor. Inga underarter finns listade i Catalogue of Life.